# Pierre Chappaz
Pour les articles homonymes, voir Chappaz.
Pierre Chappaz est un entrepreneur français, né le 12 avril 1959 à Toulon (Var). Il est l'un des fondateurs de Kelkoo, de Wikio et de Teads.

## Biographie

### Études
Élève de l'École centrale Paris, il travaille à la Cité des sciences et de l'industrie de la Villette, puis au Futuroscope de Poitiers, puis rejoint le cabinet de conseil en communication Bernard Krief Consultants, où il succède à Jean-Pierre Raffarin. 

### Carrière
Passé par IBM, où il était directeur marketing, Toshiba et Computer Associates, il est un des cinq cofondateurs du comparateur de prix Kelkoo en 1999, qu'il dirige jusqu'à l'acquisition de la société par Yahoo! pour un montant de 475 millions d'euros. Brièvement président de Yahoo Europe, Pierre Chappaz crée en 2005 Wikio, un moteur de recherche d'informations dans les sites médias et blogs, et participe au lancement de Netvibes, un service de portail personnalisable. 
Wikio, devenu européen, fusionne en décembre 2009 avec Ebuzzing, une plateforme de marketing social créée par Bertrand Quesada en 2007 avec l'aide de Pierre Chappaz. Le groupe, présidé par Pierre Chappaz, réalise ensuite sept autres opérations de croissance externe, notamment avec Promodigital en Italie, Trigami en Allemagne, et en France OverBlog (première plateforme de blogs européenne, revendue par la suite au groupe Webedia).
Le groupe Wikio change de nom en septembre 2011 pour prendre celui d'Ebuzzing. En mars 2014, Ebuzzing fusionne avec la start-up Teads, spécialisée en vidéo. Pierre Chappaz devient Président Directeur Général du nouvel ensemble, renommé Teads, qu'il cède en 2017 à Altice.

### Famille
Il est le père de Clara Chappaz, née en 1989, nommée secrétaire d'État chargée de l'Intelligence artificielle et du Numérique en 2024.

## Fortune
Pierre Chappaz entre dans le classement Challenges en 2014.
En 2017, sa fortune est estimée à 70 millions d'euros.